# Список циклів сонячної активності
Нижче наведено список 11-річних циклів сонячної активності, які спостерігаються з 1755 року:
| Цикл                          | Початок       | Кінець        | Тривалість (років) | Максимум згладжених середньомісячних чисел Вольфа (maximum monthly SSN). | Мінімум згладжених середньомісячних чисел Вольфа (minimum monthly SSN), кінець циклу | Кількість днів без плям (кінець циклу) |
| ----------------------------- | ------------- | ------------- | ------------------ | ------------------------------------------------------------------------ | ------------------------------------------------------------------------------------ | -------------------------------------- |
| 1-й цикл сонячної активності  | квітень 1755  | червень 1766  | 11,3               | 86,5                                                                     | 11,2                                                                                 |                                        |
| 2-й цикл сонячної активності  | червень 1766  | червень 1775  | 9,0                | 115,8                                                                    | 7,2                                                                                  |                                        |
| 3-й цикл сонячної активності  | червень 1775  | вересень 1784 | 9,3                | 158,5                                                                    | 9,5                                                                                  |                                        |
| 4-й цикл сонячної активності  | вересень 1784 | травень 1798  | 13,7               | 141,1                                                                    | 3,2                                                                                  |                                        |
| 5-й цикл сонячної активності  | травень 1798  | грудень 1810  | 12,6               | 49,2                                                                     | 0,0                                                                                  |                                        |
| 6-й цикл сонячної активності  | грудень 1810  | травень 1823  | 12,4               | 48,7                                                                     | 0,1                                                                                  |                                        |
| 7-й цикл сонячної активності  | травень 1823  | листопад 1833 | 10,5               | 71,5                                                                     | 7,3                                                                                  |                                        |
| 8-й цикл сонячної активності  | листопад 1833 | липень 1843   | 9,8                | 146,9                                                                    | 10,6                                                                                 |                                        |
| 9-й цикл сонячної активності  | липень 1843   | грудень 1855  | 12,4               | 131,9                                                                    | 3,2                                                                                  | ≈654                                   |
| 10-й цикл сонячної активності | грудень 1855  | березень 1867 | 11,3               | 97,3                                                                     | 5,2                                                                                  | ≈406                                   |
| 11-й цикл сонячної активності | березень 1867 | грудень 1878  | 11,8               | 140,3                                                                    | 2,2                                                                                  | ≈1028                                  |
| 12-й цикл сонячної активності | грудень 1878  | березень 1890 | 11,3               | 74,6                                                                     | 5,0                                                                                  | ≈736                                   |
| 13-й цикл сонячної активності | березень 1890 | лютий 1902    | 11,9               | 87,9 (січень 1894)                                                       | 2,7                                                                                  | ≈938                                   |
| 14-й цикл сонячної активності | лютий 1902    | серпень 1913  | 11,5               | 64,2 (лютий 1906)                                                        | 1,5                                                                                  | ≈1019                                  |
| 15-й цикл сонячної активності | серпень 1913  | серпень 1923  | 10,0               | 105,4 (серпень 1917)                                                     | 5,6                                                                                  | 534                                    |
| 16-й цикл сонячної активності | серпень 1923  | вересень 1933 | 10,1               | 78,1 (квітень 1928)                                                      | 3,5                                                                                  | 568                                    |
| 17-й цикл сонячної активності | вересень 1933 | лютий 1944    | 10,4               | 119,2 (квітень 1937)                                                     | 7,7                                                                                  | 269                                    |
| 18-й цикл сонячної активності | лютий 1944    | квітень 1954  | 10,2               | 151,8 (травень 1947)                                                     | 3,4                                                                                  | 446                                    |
| 19-й цикл сонячної активності | квітень 1954  | жовтень 1964  | 10,5               | 201,3 (березень 1958)                                                    | 9,6                                                                                  | 227                                    |
| 20-й цикл сонячної активності | жовтень 1964  | червень 1976  | 11,7               | 110,6 (листопад 1968)                                                    | 12,2                                                                                 | 272                                    |
| 21-й цикл сонячної активності | червень 1976  | вересень 1986 | 10,3               | 164,5 (грудень 1979)                                                     | 12,3                                                                                 | 273                                    |
| 22-й цикл сонячної активності | вересень 1986 | травень 1996  | 9,7                | 158,5 (липень 1989)                                                      | 8,0                                                                                  | 309                                    |
| 23-й цикл сонячної активності | травень 1996  | січень 2009   | 12,6               | 120,8 (березень 2000)                                                    | 1,7                                                                                  | 820 (до 15 січень 2011)                |
| 24-й цикл сонячної активності | січень 2009   |               |                    |                                                                          |                                                                                      |                                        |
| Середнє                       |               |               | 11,1               | 114,1                                                                    | 5,8                                                                                  |                                        |